# Торньяк
Торньяк (босн. Tornjak), или боснийско-герцеговинско-хорватская пастушеская собака — порода собак, выведенная на территории Боснии и Герцеговины и Хорватии для охраны овец, типичная пастушье-сторожевая собака. Название породы происходит от босн. tor — загон. 

## История
Торньяк — редкая и очень древняя порода, предназначенная для охраны стада от хищников и обладающая всеми характеристиками горных пастушьих собак. Наиболее ранние упоминания о ней встречаются в летописях католических монастырей, относящихся к IX веку. Впоследствии она упоминается в документах XIX и XIV веков. Внешний вид торньяка, описанный в этих документах, полностью соответствует современному виду этих собак. Отличается только название: в прошлом этих собак называли боснийскими овчарками (Bosanski Ovčar) и хорватскими горными собаками (Hrvatski pas planinac). Согласно древним источникам, эти собаки, как и их современные потомки, — сильные и внимательные сторожа, задачей которых является охрана стада и имущества пастуха, при этом они обладают высоким интеллектом. Их селекция была направлена на исключение излишней агрессии. За пределами охраняемой территории торньяки приветливы даже с незнакомыми людьми.
Считается, что собаки типа торньяка появились на территории Динарского нагорья, преимущественно в районе горы Власич, расположенной в самом центре Боснии и Герцеговины, близ города Травник, ещё во времена Римской империи. Римляне использовали своих собак в качестве боевых и охранных собак, а также для боев на арене. Хотя торньяки — очень древняя порода, с исчезновением кочевого овцеводства они тоже оказались на грани вымирания. В начале 70-х годов XX века группа местных кинологов стала собирать оставшихся собак, наиболее подходивших под описание древней породы. За основу были взяты описания, сделанные Петром Хорватом, епископом Джяково (Хорватия), в 1374 году, и каноником архиепархии Джяково-Осиек Петером Лукичем в 1752 году. Работы по восстановлению породы началось в 1972 году одновременно в Хорватии и Боснии и Герцеговине, а с 1978 года осуществляется чистопородное разведение торньяков. В 1981 году порода зарегистрирована в стране происхождения. Первый стандарт породы утвержден в 1990 году. С 1 июня 2007 года порода признана Международной кинологической федерацией (на предварительной основе).
Название породы «торньяк» образовано от боснийско-хорватского слова tor, означающего загон для овец на горном выпасе. По сей день торньяков называют Toraši в окрестностях города Синь и горы Камешница, а пастухи с горы Динара называют их Dinarci. Существует недоказанная теория, что торньяки, наряду с другими охранными пастушьими собаками, происходят от собак, выведенных около 9 тысяч лет назад в Месопотамии, вслед за одомашниванием овец и коз. Есть также мнение, мнение, что торньяк является потомком тибетского мастифа.

## Внешний вид
Торньяк — крупная и мощная собака, пропорциональная, почти квадратного формата, хорошего сложения, с гармоничными и эффективными движениями. Костяк не должен быть лёгким, но также не может быть тяжелым или грубым. У торньяков длинная густая шерсть с плотным подшёрстком, которая служит хорошей защитой от непогоды. Покровный волос грубый и прямой или слегка волнистый, длинная шерсть вокруг головы образует гриву, на задних ногах — мохнатые галифе. На морде, передней части ног и на лапах собаки шерсть короткая и плотно прилегающая. Характерной особенностью породы является длинный пушистый хвост с очёсами, который собака держит высоко, как флаг.

### Окрас
Окрас двух- или трёхцветный с преобладанием белого цвета. В качестве базовой окраски допустимы любые цвета. Окрас варьируется от почти белого до почти полностью чёрного, рыжего, жёлтого, коричневого, с минимальной, ирландской, экстремальной пятнистостью и пегостью. Серый цвет не очень желателен. Сплошные окрасы стандартом породы запрещены. Изначально стремились к получению различных окрасов у торньяка, чтобы владельцы могли издалека узнать свою собаку. Заводчики тоже стремятся к разнообразию окрасов, чтобы обозначить отличие торньяка от других пород.

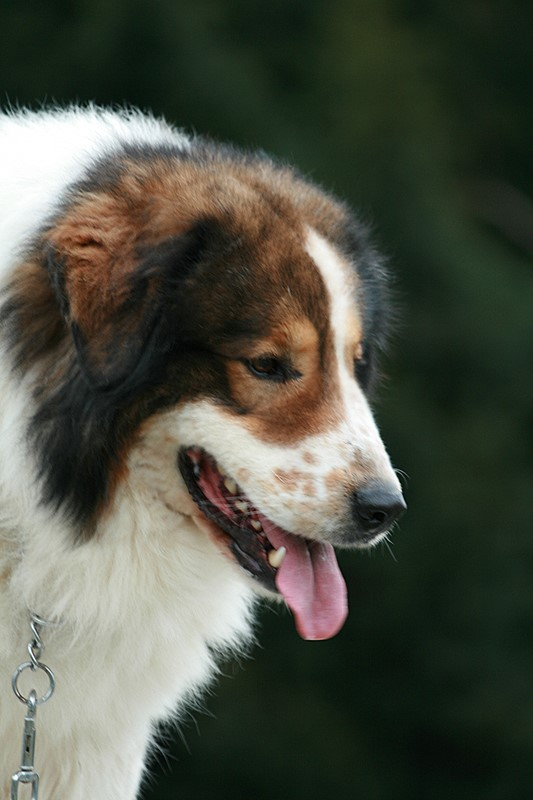

### Голова
Голова удлиненная, клиновидная. Из-за объемной шерсти выглядит маленькой по сравнению с корпусом собаки. Челюсти длинные, мощные, с полным комплектом зубов и ножницеобразным прикусом. Губы плотно прилегают, с темной пигментацией. Спинка носа прямая, мочка носа большая и тёмная. Глаза миндалевидной формы, веки тёмные. Уши довольно большие, треугольные, висячие, прилегающие к щекам, расположены достаточно высоко.

### Корпус
Шея мощная, мускулистая, не очень длинная, собака несет её довольно низко. Спина ровная, крепкая, относительно короткая и довольно широкая. Грудь очень широкая, глубокая, овальной формы, локти хорошо прижаты. Живот мускулистый, не поджарый, его уровень постепенно поднимается от грудины к паху. Хвост длинный, может быть саблевидным, свернутым в кольцо или с крючком на конце. Поставлен не очень высоко, очень подвижный, в покое опущен вниз, в движении всегда несётся выше спины.

## Темперамент
У торньяка серьезный, уверенный в себе и спокойный нрав. Взрослая собака спокойна, миролюбива, на первый взгляд ленива и апатична, но при малейшей угрозе собака молниеносно готова к обороне и схватке. Характер торньяка соответствует темпераменту: они спокойны, не агрессивны и не навязчивы. Собаки социальны, отлично уживаются в стае. К незнакомым людям и животным агрессию не проявляет, но при необходимости защищает стадо, имущество и хозяев решительно и смело. Пастухи рассказывают, что торньяк легко выходит победителем в схватке с двумя волками, а пара собак без труда прогоняет медведя.

## Дрессировка и использование
Щенкам торньяка требуется ранняя социализация, тщательная дрессировка вплоть до достижения безоговорочного послушания. Все попытки необоснованной агрессии должны пресекаться. Большие нагрузки до достижения щенком возраста 9-12 месяцев (окончание активного роста) нежелательны, чтобы избежать в последующем болезней тазобедренных суставов. После этого возраста с собакой необходимо работать как можно больше. Собаки любят длительные прогулки без поводка и игры с сородичами, хотя при необходимости время от времени собака может удовольствоваться и 20-минутной прогулкой. Торньяки легко обучаются, у них хорошая память. Используются для пастушьей работы.

## Уход и здоровье
Торньякам не рекомендуется жизнь в квартире, им необходимо большое пространство, на котором они могут достаточно двигаться. Густая теплая шерсть позволяет этим собакам легко переносить даже самые сильные морозы, они могут жить во дворе дома, если у них будет укрытие. Торньяки отличаются отменным здоровьем и неприхотливы в еде. Жизнь на скудном пайке в течение многих поколений приучила их к пище с низким содержанием белков, высокобелковый корм может стать причиной проблем с шерстью. Ходить вверх и вниз по лестницам щенкам до 6 месяцев не следует, это может привести к повреждениям скакательных и дисплазии тазобедренных суставов.